# Митчелл, Том (учёный)
Том Митчелл (англ. Tom Michael Mitchell; род. 9 августа 1951) — американский учёный, профессор Университета Карнеги-Меллон, основатель первой в мире кафедры машинного обучения и автор первого учебника по этому предмету.

## Биография
Том родился 9 августа 1951 года в штате Пенсильвания. В 1973 году получил степень бакалавра в МТИ, а в 1979 году стал доктором наук Стэнфордского университета.

## Карьера
В 1978 году начал преподавать в Ратгерском университете, занимая должность доцента кафедры компьютерных наук. В 1986 году Митчелл покинул учебное заведение и стал профессором в Университете Карнеги-Меллон в Питтсбурге.
В 2006 году назначен председателем первой в истории кафедры машинного обучения в Школе компьютерных наук при университете.

## Награды и признание
- В 1984 году Митчелл был отмечен Президентской премией молодым ученым.
- В 2010 году Том избран членом Национальной инженерной академии США за новаторский вклад и лидерство в разработке методов машинного обучения[4].
- Также с 1990 года Митчелл является членом ассоциации содействия развитию искусственного интеллекта (AAAI), а с 2008 — членом Американской ассоциации содействия развитию науки (AAAS).

## Публикации
Митчелл автор более чем 130 работ по обучению машин, искусственному интеллекту, робототехнике, когнитивистике и другим сферам знаний. Также он опубликовал следующие книги:
- J. Franklin, T. Mitchell, and S. Thrun (eds.), Recent Advances in Robot Learning, Kluwer Academic Publishers, 1996.
- T. Mitchell, J. Carbonell, and R. Michalski (eds.), Machine Learning: A Guide to Current Research,  Kluwer Academic Publishers, 1986.
- R. Michalski, J. Carbonell, and T. Mitchell (eds.), Machine Learning: An Artificial Intelligence Approach, Volume 2, Morgan Kaufmann, 1986.
- R. Michalski, J. Carbonell, and T. Mitchell (eds.), Machine Learning: An Artificial Intelligence Approach, Tioga Press, 1983.